# Mary Page Stone
Emily Mary Page Stone (conocida también como Mary o E. Mary Page Stone, 31 de mayo de 1865 - 18 de diciembre de 1910) fue una médica del estado de Victoria, en Australia. 

## Biografía
Mary Page Stone nació en Mornington, hija del comerciante John Stone y su esposa, Laura Matilda. Recibió educación en su localidad natal y en Inglaterra, donde se formó como maestra. Luego, regresó a Melbourne, donde enseñó en varias escuelas privadas antes de inscribirse como alumna de Medicina en la Universidad de Melbourne en 1889.
Se graduó después de una carrera académica brillante; tuvo el segundo mejor promedio de los graduados de su camada. Su trayectoria educativa le tendría que haber permitido ser residente en el Hospital Real de Melbourne, pero fue descalificada para el puesto debido a su género.
Ejerció la medicina durante dieciséis años, primero en Windsor y luego en Hawthorn, antes de fallecer en un accidente de tránsito el 18 de diciembre de 1910.
Fue una participante activa del Movimiento por la Templanza y fue nombrada honorable secretaria del capítulo local del National Council of Women, cargo en el que permaneció desde 1904 a 1910. En 1903 presentó ante dicho concilio una investigación sobre colonias de epilépticos, lo cual llevó a la creación de la Colonia de Epilépticos de Talbot.

## Reconocimiento
Junto con sus primas, Constance y Clara, Mary Page forma parte del grupo de «las doctoras Stone». Sobre ella, Janet Greig mencionó que «estaba siempre pronta a ayudar en cualquier asunto relacionado con el bienestar de las mujeres y de la comunidad, y fue muy querida por sus pacientes particulares».
Un quirófano del Hospital de la Reina Victoria de Melbourne, diseñado por Isidor George Beaver, fue dedicado a su recuerdo por el National Council of Women.
En 2007, Mary Page Stone fue incluida en el Cuadro de honor de mujeres de Victoria.